# Warren Christie
Warren Christie (4 de noviembre de 1975) es un actor de cine y televisión británico.

## Primeros años
Warren Christie nació en Belfast, Irlanda del Norte, pero pasó la mayor parte de su infancia en London, Canadá. Salió de London para ir a la universidad de Windsor después de haber sido reclutado para jugar fútbol americano universitario. Fue durante sus años en Windsor que Christie desarrolló un interés en actuar y decidió seguir como carrera. Esto dio lugar a un movimiento a Vancouver, donde pronto encontró oportunidades de actuación.

## Carrera
En el año 2007, Christie consiguió un papel principal en la serie, October Road, jugando como el propietario engreído de una empresa de construcción. En el mismo año, fue elegido como el protagonista de la película de música, Magic Flute Diaries. En 2008, Christie participó en un piloto de ABC, The Prince of Motor City, un drama familiar gótico que protagonizó junto a Aidan Quinn y Piper Perabo.
Christie ha adquirido una variedad de papeles de diferentes géneros. Jugó junto a Heather Graham en la comedia romántica de Gray Matters, y luego apareció en el thriller psicológico Beneath, producido por el grupo que hizo Napoleon Dynamite en conjunto con MTV Films y Paramount Classics.
Christie también ha participado en numerosos programas de televisión, incluyendo la serie de éxito de ABC, The Days y apariciones en Supernatural interpretando al vampiro Luther quien luego es asesinado por John Winchester con The Colt, el arma que mata a cualquier criatura sobrenatural, y otra aparición fue Battlestar Galactica. Interpretó a Cameron Hicks en la nueva serie de Syfy, Alphas.
En 2019, apareció en un capítulo de Batwoman, interpretando al personaje Tommy Elliot / Hush disfrazado de Bruce Wayne.

## Filmografía
Serie The cancha. Temporada 2
- Batwoman como Bruce Wayne / Tommy Elliot / Hush (2019, 2021)
- The color of rain como Michael Spehn (2014)
- This Means War como Steve (2012)
- Apollo 18 como Ben Anderson (2011)
- Rise of the damned como Kevin (2011)
- Tres semanas, tres niños como Will Johnson (2011)
- Lazos que unen como Peter Wilson (2010)
- Tiburones en Malibú como Chavez (2009)
- House Rules como Nate Tiernan (2009)
- The prince of Motor City como Jamie Hamilton (2008)
- La mejor época del año como Morgan Derby (2008)
- My baby is missing como Tom Robbins (2007)
- Crossing como Tom Hopkins (2007)
- Los líos de Gray como Trevor Brown (2006)
- Introducing Lennie Rose como Jackson Dean (2006)
- 10.5 Apocalipsis como Jimmy (2004)
- Siete novios como David (2003)
- El coleccionista de novias como Michael DeGraaff (2003)